# Llei de la mirada en fotografia
La llei de la mirada és una regla bàsica en la composició fotogràfica. Consisteix en respectar la direcció de la mirada del subjecte o objecte principal de la nostra fotografia, deixant més espai cap a la direcció que esta dirigint la mirada i atenció.

## Teoria de la llei de la mirada
La llei de la mirada és una de les principals regles de composició fotogràfica, sobretot a l'hora de realitzar un retrat.
En la realització d'un retrat, un dels aspectes que adquireix més importància són els ulls del subjecte i cap on aquests dirigeixen la seva atenció. És rellevant saber com tractar la mirada a l'hora de capturar una fotografia, ja que aquesta consta d'una gran expressivitat.
La teoria de la llei de la mirada dictamina que s'haurà de deixar més espai cap a la direcció que el personatge dirigeix la mirada en l'enquadrament. Aquest subjecte protagonista tant pot ser una persona, un animal, o qualsevol cosa susceptible a tindre una direcció en la qual dirigir la seva atenció.
Per tant, a l'hora de decidir l'enquadrament d'una fotografia, l'espai situat davant del subjecte fotografiat ha de ser major que l'espai que hi ha per darrera. Haurem de deixar més espai per davant perquè el personatge pugui dirigir la seva mirada.
L'aplicació d'aquesta llei ens ajuda a seguir la direcció de la mirada del protagonista. A conseqüència, aporta expressivitat al personatge i a tot el conjunt fotogràfic; dotant d'interès l'acció de mirar i el motiu que s'està mirant (si aquest apareix en la imatge).

### Si la mirada del subjecte es dirigeix càmera
En el retrat fotogràfic por escaure la situació que la mirada del personatge es dirigeixi directament a l'objectiu de la càmera. Quan això succeeix, la mirada del personatge no requereix un espai de visió, ja que la seva atenció va dirigida endavant, i no cap a un costat.
Com a conseqüència es crea una relació entre l'espectador i el personatge fotografiat. L'espectador deixa de ser un agent extern a la fotografia, per passar a formar part d'ella, ja que es converteix en el motiu que l'individu fotografiat està observant.
En aquests casos, la mirada adquireix una major importància expressiva i, per tant, requereix que la captació dels ulls sigui nítida i ben enfocada.
Si la intenció és que l'espectador només actuï com un agent extern a la fotografia, s'haurà d'evitar que la mirada del subjecte fotografiat miri directament a càmera.
 

## Quan no aplicar la llei de la mirada
L'aplicació de les lleis fotogràfiques majoritàriament proporciona una millora en la composició de la imatge. Però, hi ha casos en que l'aplicació d'aquestes lleis no funciona degudament o no aporta una millora a la fotografia. Això ocórrer ja que les lleis fotogràfiques no funcionen de la mateixa manera en tots els casos, ni en totes les classes de fotografies.
A l'hora de realitzar una fotografia, s'ha de tindre en compte el motiu fotografiat i quina és la intenció expressiva de la fotografia, saben així si l'ús d'una determinada llei fotogràfica por funcionar degudament o no. L'aplicació errònia d'una llei fotogràfica pot provocar que la imatge resultat manca d'expressivitat.

### Exemples de possibles situacions on no s'aplica
- Voluntat de que el subjecte no miri alguna cosa: Es deixarà més espai per darrere del subjecte, aportant una sensació de rebuig al motiu que es troba a l'esquena del personatge.
- Voluntat de transmetre incomoditat a l'espectador: Reduint l'espai que requereix la mirada d'un personatge en l'acció de mirar un motiu concret, aportarà una sensació d'incomoditat ja que es causarà inquietud i confusió en l'espectador.